# Boston Celtics 1996-1997
La stagione 1996-97 dei Boston Celtics fu la 51ª nella NBA per la franchigia.
I Boston Celtics arrivarono settimi nella Atlantic Division della Eastern Conference con un record di 15-67, non qualificandosi per i play-off.

## Roster
| N° | Naz.                   | Ruolo | Sportivo         | Anno | Alt. | Peso |
| -- | ---------------------- | ----- | ---------------- | ---- | ---- | ---- |
| 4  | Stati Uniti (bandiera) | G     | David Wesley     | 1970 | 183  | 86   |
| 5  | Stati Uniti (bandiera) | G     | Michael Hawkins  | 1972 | 183  | 81   |
| 7  | Stati Uniti (bandiera) | G     | Dee Brown        | 1968 | 185  | 73   |
| 8  | Stati Uniti (bandiera) | A     | Antoine Walker   | 1976 | 203  | 102  |
| 9  | Stati Uniti (bandiera) | GA    | Greg Minor       | 1971 | 198  | 95   |
| 11 | Stati Uniti (bandiera) | G     | Dana Barros      | 1967 | 180  | 74   |
| 13 | Stati Uniti (bandiera) | GA    | Todd Day         | 1970 | 198  | 85   |
| 27 | Stati Uniti (bandiera) | G     | Nate Driggers    | 1973 | 196  | 98   |
| 29 | Stati Uniti (bandiera) | AC    | Pervis Ellison   | 1967 | 206  | 95   |
| 30 | Stati Uniti (bandiera) | AC    | Marty Conlon     | 1968 | 208  | 102  |
| 34 | Stati Uniti (bandiera) | AC    | Frank Brickowski | 1959 | 206  | 109  |
| 40 | Croazia (bandiera)     | AC    | Dino Rađa        | 1967 | 211  | 102  |
| 41 | Stati Uniti (bandiera) | AC    | Stacey King      | 1967 | 211  | 104  |
| 42 | Stati Uniti (bandiera) | C     | Steve Hamer      | 1973 | 213  | 111  |
| 43 | Stati Uniti (bandiera) | C     | Brett Szabo      | 1968 | 211  | 104  |
| 44 | Canada (bandiera)      | GA    | Rick Fox         | 1969 | 201  | 104  |
| 53 | Stati Uniti (bandiera) | C     | Alton Lister     | 1958 | 213  | 109  |
| 55 | Stati Uniti (bandiera) | A     | Eric Williams    | 1972 | 203  | 100  |

## Staff tecnico
- Allenatore: M.L. Carr
- Vice-allenatori: Dennis Johnson, K.C. Jones, John Kuester
- Preparatore atletico: Ed Lacerte